# Graphania argentaria
Graphania argentaria là một loài bướm đêm trong họ Noctuidae.